# Вильянуэва, Аристидес
Хуан Баутиста Аристидес Вильянуэва Ченаут (исп. Juan Bautista Arístides Villanueva Chenaut) — аргентинский политик и предприниматель, занимавший пост губернатора провинции Мендоса с 1870 по 1873 год .

## Биография
Аристидес Вильянуэва родился 11 августа 1825 года в аргентинском городе Мендоса в семье Хосе Марии Вильянуэвы Пельисы и Хуаны Ченаут Мояно. У Аристидеса также была сестра по имени Каролина. В 1844 году в городе Сан-Хуан Вильянуэва сочетался браком с Висентой Донсель. У них было двое детей — сын Гильермо и дочь Висента Вильянуэва.

## Политическая карьера
Аристидес Вильянуэва занимал различные политические посты как на провинциальном, так и на национальном уровне. Так он пребывал на должностях военного и военно-морского министра Аргентины. Вильянуэва также занимал пост президента Палаты депутатов Аргентины. С 20 ноября 1870 года по 11 октября 1873 года он исполнял обязанности губернатора провинции Мендоса, сменив на этой должности своего двоюродного брата Николаса Вильянуэву, который положил начало периоду в истории провинции Мендоса, известному как «семейные правительства».

## Память
В настоящее время имя Аристидеса Вильянуэвы носит главный проспект города Мендоса. Кроме того, его имя было присвоено одной из старых школ, расположенной в центре города. Сделано это было как дань уважения его вкладу в развитие образования.